# Façana al carrer de les Tres Fonts 14 (la Pobla de Claramunt)
La Façana al carrer de les Tres Fonts, 14 és una obra amb elements gòtics i renaixentistes de la Pobla de Claramunt (Anoia) inclosa a l'Inventari del Patrimoni Arquitectònic de Catalunya.

## Descripció
Es tracta d'uns elements de façana que recorden molta una torre. La part més antiga sembla la part de mur inferior fins a arribar al arc o portal adovellat que en un moment posterior va ser en part tapinat per fer-hi una entrada mes petita. A la finestra superior es conserva una cartela amb una data poc llegible que comença amb "15..?".

## Història
Anteriors al segle xvi com mostra la data inscrita a la finestra (post quem).